# 김해국제공항
김해국제공항(金海國際空港, 영어: Gimhae International Airport, IATA: PUS, ICAO: RKPK)은 부산광역시 강서구 대저2동에 있는 군-민 공용의 국제공항으로 대한민국 공군 제5공중기동비행단이 주둔하고 있으며 대한항공, 에어부산이 허브 공항으로 이용하고 있다.

## 특징
이용객 수 기준으로 인천, 제주, 김포에 이은 대한민국 4위의 공항이자 인천국제공항 다음으로 국제선 이용객이 많은 국제공항으로 2018년에 국제선 이용객 수(국제선 환승전용인 김해-인천 노선 이용객 포함)가 1천만 명을 돌파했다.
그러나 시설 여건이 열악한 데다가 공항 주변이 모두 산지이기 때문에 최대이륙중량 문제가 걸려서 대형기의 이착륙 및 장거리 노선의 운항에 제약을 받고 있는 실정이기에 국제선은 대만, 베트남, 일본, 중국, 태국, 필리핀, 홍콩, 마카오 등 상대적으로 근거리권인 동아시아와 동남아시아 방면 노선을 주로 운항하고 있는데 그 중 도쿄 방면 노선은 운수권 문제 때문에 하네다행 정기편이 없으며 나리타행만 운항 중이다.
여러 지역으로 연결되는 리무진버스도 운행 중에 있으며 공항 이용자들이 아니어도 경전철과 연계하여 서부산방면으로 가는 사람들이 김해국제공항 리무진버스를 많이 이용한다.

## 군-민 공용
김해국제공항은 1940년 일본 제국 육군 비행장으로 건설된 부산비행장을 이전하기 위해 기존의 공군 기지를 활용하여 건설되었고 6.25 전쟁 당시 미군은 이 기지를 서부산공군기지(영어: Pusan West (K-1) Air Base)로 명명했다.
이후 1976년부터 현재까지 대한민국 공군의 제5공중기동비행단이 사용하고 있는데 제5공중기동비행단은 성남 서울공항의 공군 제15특수임무비행단과 함께 대한민국 공군 최대 크기 수송기인 C-130, 조기경보기 E-737 등을 운영하는 부대이며 제5공중기동비행단에는 실미도 부대의 부대마크를 그대로 사용하는 특수부대가 있다.

## 역사

### 수영비행장에 민항기 취항
일제가 1940년에 지금의 부산광역시 해운대구 우동 벡스코 부지에 개설한 육군 비행장이었던 수영비행장은 광복 직후인 1946년 미군정이 C-47 항공기 8대를 투입해 김포비행장을 기점으로 서울 - 대구 - 부산 간 노선을 주 2회 운항하면서 비로소 민간인들이 이용하기 시작했다.
1948년 10월 30일부터 대한국민항공사(KNA)에서 서울 - 부산 간 국내선 노선을 운항하였다. 수영비행장은 한국 전쟁 중이던 1950년 8월부터 정전 후 여의도비행장이 임시국제공항으로 지정되기 전까지 임시국제공항으로 지정되어 운영되었다. 1953년 12월부터 수영비행장을 기점으로 해 광주, 군산, 대구, 제주를 잇는 노선을 부정기로 운항하였다. 1957년 12월 17일에는 항공통신소가 설치되었다.
1958년 1월 30일에 수영비행장의 명칭이 부산비행장으로 변경되었고, 1963년 9월 30일 교통부에 의해 정식 국제공항으로 승격하였다. 한편, 현재의 김해국제공항 부지에는 이미 공군 기지와 활주로가 있었다.

### 김해공항으로 이전
1976년 8월에 부산비행장이 김해군 대저읍으로 이전하고, 김해국제공항으로 명명되었다. 이전 당시 김해공항 부지는 경상남도 김해군에 속했으나, 1978년 2월 15일에 행정구역이 개편되어 부산직할시(현 부산광역시)에 편입되었다. 부산비행장 부지는 공군 비행장으로 사용되다가 1987년에 폐쇄되었고, 현재는 센텀시티와 벡스코가 들어서 있다.
1983년 5월부터 한국공항공단(현 한국공항공사)이 김해국제공항을 인수해 운영하고 있고, 1993년 5월에 현재의 국내선 청사를, 2007년 11월에 현재의 국제선 청사를 각각 신축했다.

### 미주와 유럽 직항편 운영 중단
2014년 초까지 대한민국에서 인천국제공항(2001년 3월 29일 이전에는 김포국제공항)을 제외하고 유일하게 미주 노선과 유럽 노선을 운항하는 지역 국제공항이었으나, 1994년에 대한항공이 호놀룰루로 가는 직항편을 없애고 델타 항공이 수익성 악화를 이유로 나리타 경유 미주 노선을 폐지함에 따라 미주 정기 노선이 사라졌다. 2014년 3월 30일에는 루프트한자가 김해발 인천 경유 뮌헨행 노선을 인천발로 단축했다. 따라서 김해국제공항에서 미주나 유럽으로 여행하기 위해서는 인천국제공항을 통해 환승하거나, 환승이 가능한 일본 등 외국의 국제공항으로 이동해야 한다. 다만 도쿄 환승의 경우는 나리타로 다니던 국제선의 일부가 하네다로 이전하면서, 운수권 때문에 하네다로 바로 갈 수 없는 김해의 사정상 불편함이 따른다.
이용률에 비해, 운항을 위한 기반 시설이 부족한 편이다. 비행장 주변이 산이어서 최대이륙중량 제한이 걸리기 때문에, 장거리용 대형기의 이착륙에 제한이 따른다. 또한 주변이 산이라는 특성 때문에 한 바퀴 돌아서 착륙해야 하며, 이는 중국국제항공 129편 추락 사고의 원인이 되었다. 2019년 8월에 하이드런트 급유 시설을 설치하기 전까지는 급유 시설의 용량이 턱없이 부족해서, 대형 항공기는 물론 중형 광동체기도 드나들기 곤란했다. 이는 커퓨 타임(야간운행통제 시간)과 더불어 김해국제공항 장거리 노선 취항의 제약 요인이 되고 있으며, 2020년 3월에 취항하기로 한 핀에어 역시 최대이륙중량 문제를 이유로 김해 출발편은 A350의 일부 좌석을 비우기로 했다. 열악한 급유 시설 때문에, 루프트한자가 인천으로 단축하기 전까지 김해 착발로 운항하였던 뮌헨행에 투입한 A340은 중간 기착지인 인천국제공항에서 급유를 받았다.

## 시설 규모
- 여객 터미널은 연간 2,100만 명(국내선 1,269만 명, 국제선 831만 명)의 여객을 처리할 수 있다.[5]
- 길이 3,200m×폭 60m의 활주로 1본과 길이 2,743m×폭 45m 활주로 1본이 서로 평행하게 설치되어 있으며, 활주로의 연간 항공기 처리 능력은 11만8천회(민항 기준)이다.[6]
- 382,594 m² 면적의 계류장에는 에어버스 A300-600R급 항공기 26대가 동시에 주기할 수 있다.
- 항행안전시설 : 계기착륙시설(ILS), 무선표지(TVOR/DME), 항공등화, RVR(시정자동측정장치)
- 공항등급 : CAT-II (착륙가능 활주로 가시범위 300~550 m)

### 시설 확충 계획
김해국제공항 국제선 청사는 2013년에 이용객 수가 국제선 여객터미널의 연간 여객처리능력인 464만명에 육박하자 공항공사는 2013년부터 국제선 여객터미널을 왼쪽(남쪽)으로 34% 확장해 2017년 7월에 여객처리 능력을 연 631만명으로 늘렸다. 그러나 김해공항의 국제선 이용객 수는 빠르게 증가해 2016년에 이미 770만명을 넘었고, 이에 따라 다시 청사를 증축해 2024년 4월에 국제선 터미널 수용능력을 830만명으로 늘렸는데 김해공항의 국제선 이용객은 2020년에 1,000만명을 넘었다.
열악한 시설과 운항 여건으로 인하여 동남권 신공항이 2차례 추진되었지만, 모두 경제성이 없다고 평가되어 김해국제공항을 확장하기로 2016년에 결정하였다.
2019년 8월 1일에 한국공항공사가 418억 원을 들여서 김해국제공항에 620만 리터 규모의 하이드런트 급유 시설을 신설함에 따라 급유 문제는 어느 정도 해결됐으며, 이에 따라 A350이나 B787같은 중형 광동체기의 운항 여건이 개선됐다.

## 운항제한시간
군 공항의 특성과 항공기 운항으로 인한 인근 주민의 소음 피해 때문에, 밤 11시부터 다음 날 오전 6시까지 7시간 동안 모든 종류의 비행기 운항이 금지되어 있다. 종전에는 밤 10시부터 오전 7시까지 9시간 동안 운항이 제한되었으나, 운항 가능 편수 부족 때문에 부산광역시가 주민 대표들과 협의하여 2008년 10월 27일부터 운항제한 시간을 2시간 단축하였다.

## 운항 노선

### 국제선
| 항공사               | 목적지 |
| -------------------- | --- |
| 대한항공             | 괌, 나고야(주부), 다낭, 도쿄(나리타), 방콕(수완나품), 베이징(수도), 상하이(푸둥), 칭다오, 타이페이(타오위안), 후쿠오카 내항기편: 서울(인천) |
| 아시아나항공         | 다낭 - (2025년 9월 1일 재취항) |
| 에어부산             | 가오슝, 나트랑, 다낭, 덴파사르, 도쿄(나리타), 마쓰야마, 마카오, 방콕(수완나품), 보홀, 비엔티안, 삿포로, 싼야, 시안, 옌지, 오사카(간사이), 울란바타르, 장자제, 칭다오, 칼리보, 코타키나발루, 타이페이(타오위안), 하이커우, 호치민, 홍콩(첵랍콕), 후쿠오카 |
| 이스타항공           | 구마모토, 옌지, 오키나와, 치앙마이, 타이페이(타오위안) |
| 제주항공             | 가오슝, 다낭, 도쿄(나리타), 방콕(수완나품), 보홀, 삿포로, 세부, 스자좡, 싱가포르, 오사카(간사이), 울란바타르, 장자제, 코타키나발루, 클라크, 타이페이(타오위안), 후쿠오카                                                                                 |
| 진에어               | 괌, 나트랑, 다낭, 도쿄(나리타), 방콕(수완나품), 삿포로, 세부, 오사카(간사이), 오키나와, 클라크, 타이페이(타오위안), 후쿠오카 |
| 티웨이항공           | 나트랑, 오사카(간사이) |
| 중국국제항공         | 베이징(수도) |
| 중국남방항공         | 선양 계절편: 옌지 |
| 중국동방항공         | 상하이(푸둥) |
| 상하이 항공          | 상하이(푸둥) |
| 춘추항공             | 상하이(푸둥) |
| 홍콩 익스프레스 항공 | 홍콩(첵랍콕) |
| 중화항공             | 타이페이(타오위안) |
| 에바 항공            | 타이페이(타오위안) - (2025년 10월 21일 신규취항) |
| 타이거 항공 타이완   | 타이페이(타오위안), 타이중 |
| MIAT 몽골 항공       | 울란바토르 |
| 베트남 항공          | 하노이, 호치민 |
| 비엣젯 항공          | 하노이, 나트랑, 다낭, 푸꾸옥, 호치민 |
| 싱가포르 항공        | 싱가포르 |
| 필리핀 항공          | 마닐라 |

### 국내선
| 항공사   | 목적지           |
| -------- | ---------------- |
| 대한항공 | 서울(김포), 제주 |
| 에어부산 | 서울(김포), 제주 |
| 제주항공 | 서울(김포), 제주 |
| 진에어   | 서울(김포), 제주 |

## 관련 통계

### 이용객 추이

#### 전체
| 연도       | 1997년     | 1998년     | 1999년     | 2000년    | 2001년    | 2002년     | 2003년     | 2004년     | 2005년     | 2006년     |
| ---------- | ---------- | ---------- | ---------- | --------- | --------- | ---------- | ---------- | ---------- | ---------- | ---------- |
| 운항(편수) | 57,414     | 52,869     | 52,923     | 63,052    | 61,242    | 60,090     | 58,600     | 52,212     | 50,735     | 52,935     |
| 여객 (명)  | 9,958,559  | 7,600,329  | 8,388,401  | 9,358,152 | 9,168,089 | 9,173,288  | 8,782,835  | 7,674,153  | 7,045,806  | 7,071,037  |
|            | 2007년     | 2008년     | 2009년     | 2010년    | 2011년    | 2012년     | 2013년     | 2014년     | 2015년     | 2016년     |
| 운항(편수) | 58,119     | 59,575     | 61,171     | 62,225    | 66,525    | 71,713     | 77,665     | 78,646     | 87,709     | 99,358     |
| 여객 (명)  | 7,403,262  | 7,202,117  | 6,870,157  | 8,160,546 | 8,749,153 | 9,196,090  | 9,671,381  | 10,378,866 | 12,382,150 | 14,900,815 |
|            | 2017년     | 2018년     | 2019년     | 2020년    | 2021년    | 2022년     | 2023년     | 2024년     |            |            |
| 운항(편수) | 107,363    | 110,924    | 111,276    | 53,150    | 57,694    | 61,733     | 82,185     | 94,870     |            |            |
| 여객 (명)  | 16,403,541 | 17,064,613 | 16,931,023 | 7,235,652 | 8,859,304 | 10,027,097 | 13,694,710 | 15,752,458 |            |            |

- 2000년에 이용객이 9,358,000명에 이르렀으나, 2004년 4월 경부고속철도 개통과 그 밖의 고속도로 신설 등의 효과로 국내선 노선이 줄어들어 2005년에는 이용객이 704만명 대로 감소했고, 2008년 세계 금융 위기와 2009년 신종플루 사태로 인해 2009년에는 687만명까지 줄었다.
- 저비용 항공사의 등장으로 2010년대에 들어 제주 노선과 국제선 이용객이 빠른 속도로 증가해 2014년에 전체 이용객이 1,000만명을 돌파했다.

#### 국내선
| 연도       | 1997년    | 1998년    | 1999년    | 2000년    | 2001년    | 2002년    | 2003년    | 2004년    | 2005년    | 2006년    |
| ---------- | --------- | --------- | --------- | --------- | --------- | --------- | --------- | --------- | --------- | --------- |
| 운항(편수) | 46,918    | 44,740    | 45,039    | 54,242    | 51,425    | 47,515    | 46,635    | 39,472    | 35,897    | 37,107    |
| 여객 (명)  | 8,734,364 | 6,642,927 | 7,266,104 | 8,015,414 | 7,662,429 | 7,362,502 | 7,156,217 | 5,720,919 | 4,899,295 | 4,760,969 |
|            | 2007년    | 2008년    | 2009년    | 2010년    | 2011년    | 2012년    | 2013년    | 2014년    | 2015년    | 2016년    |
| 운항(편수) | 36,860    | 36,732    | 40,819    | 39,164    | 38,555    | 39,304    | 40,459    | 41,423    | 44,121    | 46,276    |
| 여객 (명)  | 4,665,442 | 4,436,856 | 4,551,403 | 5,068,426 | 5,210,378 | 5,162,519 | 5,199,568 | 5,513,232 | 6,423,994 | 7,123,853 |
|            | 2017년    | 2018년    | 2019년    | 2020년    | 2021년    | 2022년    | 2023년    | 2024년    |           |           |
| 운항(편수) | 48,843    | 47,442    | 47,115    | 43,680    | 57,492    | 53,994    | 43,896    | 42,237    |           |           |
| 여객 (명)  | 7,590,455 | 7,197,734 | 7,340,473 | 6,082,148 | 8,839,162 | 8,865,225 | 7,173,197 | 6,746,655 |           |           |

- 2012년 4월 2일에 김해 - 인천 노선이 국내선에서 국제선 환승 전용으로 전환되었다.[21] 이에 따라 해당 노선 승객들은 김해국제공항 국제선 여객터미널을 이용하지만, 한국공항공사에서는 국내선 통계에 포함하고 있다.

#### 국제선
| 연도       | 1997년    | 1998년    | 1999년    | 2000년    | 2001년    | 2002년    | 2003년    | 2004년    | 2005년    | 2006년    |
| ---------- | --------- | --------- | --------- | --------- | --------- | --------- | --------- | --------- | --------- | --------- |
| 운항(편수) | 10,496    | 8,129     | 7,884     | 8,810     | 9,817     | 12,575    | 11,965    | 12,740    | 14,838    | 15,828    |
| 여객 (명)  | 1,224,195 | 957,402   | 1,122,297 | 1,342,738 | 1,505,660 | 1,810,786 | 1,626,618 | 1,953,234 | 2,146,511 | 2,310,068 |
|            | 2007년    | 2008년    | 2009년    | 2010년    | 2011년    | 2012년    | 2013년    | 2014년    | 2015년    | 2016년    |
| 운항(편수) | 21,259    | 22,843    | 20,352    | 23,061    | 27,970    | 32,409    | 37,206    | 37,223    | 43,588    | 53,082    |
| 여객 (명)  | 2,737,820 | 2,765,261 | 2,318,754 | 3,092,120 | 3,538,775 | 4,033,571 | 4,471,813 | 4,865,634 | 5,958,156 | 7,776,962 |
|            | 2017년    | 2018년    | 2019년    | 2020년    | 2021년    | 2022년    | 2023년    | 2024년    |           |           |
| 운항(편수) | 58,520    | 63,482    | 64,161    | 9,470     | 202       | 7,739     | 38,289    | 52,633    |           |           |
| 여객 (명)  | 8,813,086 | 9,866,879 | 9,590,550 | 1,153,504 | 20,142    | 1,161,872 | 6,521,513 | 9,005,803 |           |           |

### 노선별 순위

#### 국내선
| 순위 | 공항         | 여객(명)  | 운항(편수) | 항공사                                                         |
| ---- | ------------ | --------- | ---------- | -------------------------------------------------------------- |
| 1    | 제주국제공항 | 4,420,262 | 23,923     | 대한항공, 아시아나항공, 에어부산, 제주항공, 진에어, 이스타항공 |
| 2    | 김포국제공항 | 2,741,550 | 21,353     | 대한항공, 에어부산, 제주항공, 이스타항공                       |
| 3    | 인천국제공항 | 428,643   | 3,567      | 대한항공, 아시아나항공, 에어부산                               |

#### 국제선
| 순위 | 공항               | 여객(명)  | 운항(편수) | 전년 비 승객변화 |
| ---- | ------------------ | --------- | ---------- | ---------------- |
| 1    | 오사카(간사이)     | 1,179,812 | 7,968      | 409,887          |
| 2    | 후쿠오카           | 754,107   | 5,045      | 127,674          |
| 3    | 타이베이(타오위안) | 656,012   | 4,541      | 251,181          |
| 4    | 도쿄(나리타)       | 582,141   | 4,046      | 65,214           |
| 5    | 방콕(수완나품)     | 524,905   | 2,712      | 111,058          |
| 6    | 홍콩(첵랍콕)       | 377,635   | 2,517      | 25,268           |
| 7    | 상하이(푸동)       | 369,112   | 2,833      | 33,910           |
| 8    | 베이징(수도)       | 301,342   | 2,462      | 33,266           |
| 9    | 세부               | 251,859   | 1,540      | 66,740           |
| 10   | 마닐라             | 247,405   | 1,768      | 12,474           |
| 11   | 다낭               | 241,226   | 1,505      | 173,837          |
| 12   | 괌                 | 228,219   | 1,613      | 107,647          |
| 13   | 칭다오             | 195,989   | 1,458      | 2,349            |
| 14   | 하노이             | 169,859   | 794        | 3,800            |
| 15   | 호치민             | 168,810   | 830        | 46,116           |
| 16   | 오키나와           | 127,227   | 934        | 63,697           |
| 17   | 쿠알라룸푸르       | 123,425   | 420        | 27,795           |
| 18   | 삿포로             | 115,074   | 849        | 86,076           |
| 19   | 칼리보             | 112,015   | 742        | 3,687            |
| 20   | 나고야(주부)       | 93,733    | 728        | 8,854            |
| 21   | 광저우             | 85,078    | 825        | 32,736           |
| 22   | 옌지               | 82,031    | 620        | 12,731           |
| 23   | 센양               | 76,145    | 690        | 4,300            |
| 24   | 장자제             | 66,240    | 418        | 10,953           |
| 25   | 시엠립             | 61,951    | 402        | 17,074           |
| 26   | 시안               | 55,474    | 397        | 4,321            |
| 27   | 마카오             | 55,287    | 316        | 12,936           |
| 28   | 클라크             | 51,592    | 411        | 38,488           |
| 29   | 가오슝             | 49,937    | 367        | 6,379            |
| 30   | 옌타이             | 42,987    | 454        | 13,063           |
| 31   | 블라디보스토크     | 41,757    | 454        | 13,637           |

## 교통 시설
- 김해공항시외버스터미널
- 공항역
- 김해국제공항 국제선 청사

## 사건 및 사고
- 1966년 8월 8일, 해병대원들이 김해의 공군비행학교를 새벽에 기습했으나 역습당하고 쫓기다가 해병대 장교가 사망까지 한 사건이 일어났다.
- 2002년 4월 15일, 김해국제공항에 착륙하려던 중국국제항공 129편은 18R 활주로에 착륙하기 위해 선회 착륙을 시도한다. 하지만 시정이 좋지 않았던 당시 기상 상황에 의해 선회 지점을 지나쳐 인근에 있는 돗대산에 추락하여 탑승객 167명 중 129명이 사망한 사고로 기록 되었다.[22]
- 2007년 8월 12일, 김해국제공항에 착륙하려던 제주항공 502편 (기종:봄바디어 Q400)이 착륙 후 강풍으로 인해 택싱 중 구활주로 G6∼G7 지점에서 갑자기 기체가 왼쪽으로 쏠리면서 활주로를 이탈했다. 이 사고로 10여명의 부상자가 발생했다.[23]
- 에어부산 8108편 착륙 사고

## 논란

### 동남권 신공항 논란
- 영남권 국제선의 대부분을 담당하고 있는 김해국제공항은 군용 공항을 겸하는 데다 소음 피해 문제가 있어 24시간 운영이 불가능하고 공항 주변의 야산인 신어산, 돗대산 등의 지형상의 장애로 활주로 이용에 제약이 있어서 이 공항 대신 영남권의 국제선 항공수요를 담당할 신공항 건설이 검토되었다. 이에 부산광역시는 24시간 운영이 용이한 해상 공항으로서 가덕도 남쪽 해상을 신공항 부지로 주장하였으나, 대구광역시, 경상북도, 경상남도, 울산광역시가 영남권 각 지역과의 접근성이 좋은 경상남도 밀양시 하남읍을 신공항 부지로 주장하며 대립하였다. 2011년 3월 30일 국토해양부는 과도한 건설 비용에 비해 경제성이 낮다는 이유로 사업 검토를 백지화하였다. 그럼에도 또 한 차례 건설 요구가 있었으나, 박근혜 정부에서 프랑스의 파리공항공단엔지니어링(ADPi)에 용역을 넣은 결과 여전히 "경제성 없음"으로 나와서 2016년 6월 21일 국토교통부는 신 공항 대신 김해국제공항을 확장하기로 결정했다.

### 명칭 변경 문제
- 2011년 10월 부산광역시가 행정구역상 부산광역시 내에 위치한 김해국제공항의 명칭이 부산시와 일치하지 않는다는 이유로 부산국제공항으로 변경을 추진하기로 해 경상남도 김해시가 이에 반발하였다. 부산광역시에서는 공항이름을 바꿔야 할 근거로 김해국제공항이 특별한 이유 없이 도시명과 공항명이 서로 달라 국내외 이용객들의 혼란을 초래하고 있다는 점과 공항이 김해군에 속했던 기간은 1년반에 불과한 반면 부산광역시에 속한 기간은 30년이 넘었고 이용객의 59%가 부산 시민이라는 점을 내세웠는데,[24] 김해시의 반발 등 여러 문제로 인해 명칭 변경은 이루어지지 않았다.[25]

## 확장
2016년 6월 21일 국토교통부는 영남권 신공항 대신 새로운 활주로를 신설해 김해국제공항을 확장하기로 결정했다. 그리고 이 사업을 김해 신공항으로 명명했다.

## 같이 보기
- 수영비행장
- 대한민국의 공항